# Nationalistische Studentenvereniging
De Nationalistische Studentenvereniging of kortweg NSV! is een Vlaamse, partij-onafhankelijke, Vlaams-nationalistische studentenvereniging voor mannelijke en vrouwelijke studenten met actieve afdelingen in de universiteitssteden Antwerpen, Hasselt, Gent, Leuven en Brussel.
Voorheen was de NSV! ook in hogeschoolsteden Mechelen, Kortrijk, Brugge en Roeselare actief, maar met het uitsterven van de afdelingen NSV! Mechelen en NSV! Westland niet meer. De NSV! kende bovendien ooit twee regionale weekendclubs: NSV! Mastentop en NSV! Artevelde. Van 1982 tot en met 1984 was er in het Nederlandse Delft tevens kort een afdeling: NSV! Noord-Nederland. De vereniging kent een overkoepelend Nationaal Praesidium en wordt door de studentenkoepels van Antwerpen en Gent erkend. Tot en met 2024 werd zij ook door de studentenkoepel van Leuven erkend.
De vereniging heeft een grote invloed gehad binnen de rechterflank van de Vlaamse beweging en telt veel prominente politici onder haar oud-leden, vooral bij het Vlaams Blok / Vlaams Belang, maar ook bij de N-VA. De NSV! is wel omschreven als de 'metapolitieke voorhoede' en 'kweekvijver' van het Vlaams Belang. De vereniging heeft een uitgesproken rechts karakter en baseert zich op de pijlers: Actie, Vorming en Studentikoziteit.

## Geschiedenis & karakter

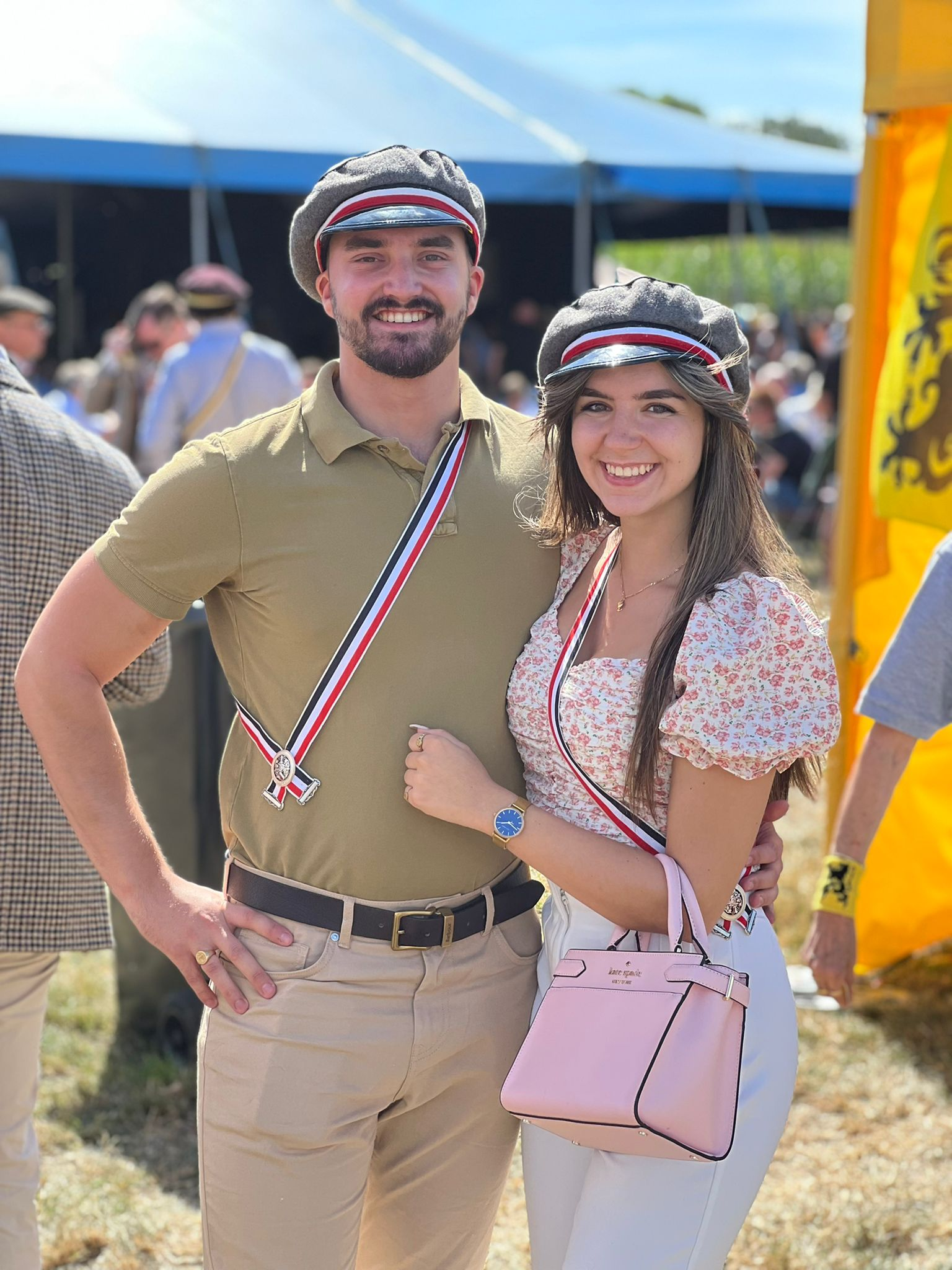
NSV'ers met traditionele pet en lint

De NSV! werd opgericht in 1976 door Edwin Truyens, als een afsplitsing van het KVHV-Antwerpen, een afdeling van KVHV die eveneens door Truyens was opgericht in 1973. De afscheuring kwam nadat KVHV-nationaal aan de groep rond Edwin Truyens het gebruik van de naam KVHV-Antwerpen ontzegde, ten voordele van een groep rond Bart Vandermoeren. Zij mochten echter wel de kleuren zwart-wit-rood behouden, waardoor de NSV! nog altijd de Antwerpse stadskleuren draagt. De groep rond Truyens (KVHV-NSV, het latere NSV!) was radicaal voor de Vlaamse onafhankelijkheid, terwijl de groep rond Bart Vandermoeren (het latere KVHV-Antwerpen) zich binnen de Vlaamse beweging meer bezighield met culturele en taalkundige kwesties. Binnen enkele jaren bestond er een actieve NSV!-afdeling in alle Vlaamse universiteitssteden. De studentenvereniging ontstond in een periode dat er een hevige concurrentiestrijd woedde tussen de bestaande studentenverenigingen en de linkse groeperingen zoals MLB, ALS en Amada. Het radicale en revolutionaire karakter uit die tijd is de NSV! nooit verloren, wat zich uit in een voor studentenclubs bovengemiddelde straataanwezigheid binnen en buiten het studentenleven, onder andere in de vorm van politieke acties en betogingen.
De vereniging is kleurdragend, wat tot uiting komt in het dragen van pet en lint. Het lint is zwart-wit-rood (wit en rood van de Antwerpse stadskleuren en zwart van de Vlaamse Leeuw) met een zilveren biesje en de muts (of 'pet') is grijs, voorzien van de lintkleuren onderaan de pet. De muts is van het model verbondspet, zoals gebruikelijk bij wel meer traditionele studentenverenigingen. De praeses (of senior) draagt, zoals gebruikelijk bij studentenclubs, een breed lint. Oud-praesides (of proseniores) dragen ook een breed lint, met erop hun praesesjaar geborduurd. Oud-studenten dragen eveneens een lint, zij het met een bierpet in plaats van een muts. Naast de zwart-wit-rode kleuren gebruikt de NSV! ook de Tiwaz-rune als symbool, die eveneens op het wapenschild staat. De lijfspreuk van de club is Semper Fidelis! ("Altijd trouw!") en wordt soms afgekort naar "SF!". Het clublied is Hier komt het oud Sint-Jorisgild.
Na de oprichting van NSV! Antwerpen in 1976, volgden snel meer afdelingen. In 1982 waren er al NSV!-afdelingen in de steden Antwerpen, Hasselt, Gent, Leuven, Brussel en Mechelen. Hiernaast was er ook een regio-afdeling voor West-Vlaamse hogeschoolstudenten in Kortrijk, Brugge en Roeselare, alsook twee NSV!-weekendclubs voor studenten uit respectievelijk de Noorderkempen en het Gentse: NSV! Mastentop en NSV! Artevelde. NSV! Mastentop pakte in 1979 groot uit met een galabal, dat wel 750 studenten uit de Noorderkempen trok. Met het gestage verdwijnen van weekendclubs na de jaren tachtig, verdwenen ook deze twee afdelingen. Er werd in 1982 tevens geprobeerd een afdeling in het Nederlandse Delft op te zetten, NSV! Noord-Nederland, maar binnen twee jaar was deze al verdwenen.
Verschillende afdelingen hebben doorheen de jaren verbondshuizen gekend, waarbij vooral die van Antwerpen en Leuven eruit springen. Naast het organiseren van clubavonden, woonden hier ook vast een aantal leden. Zo nu en dan, werden de deuren geopend voor lezingen en andere openbare evenementen. Anno 2025 heeft geen enkele afdeling meer een eigen huis, hoewel er vanzelfsprekend wel NSV!-koten bestaan. Clubavonden worden georganiseerd in (al dan niet bevriende) studentencafés en -zalen.
Begin 2009 heeft de NSV! een eigen boetefonds opgericht. Naar aanleiding van de zesde lustrumviering 30 jaar NSV! verscheen er een tweedelig boek onder de naam Hier komt het oud Sint-Jorisgild over de geschiedenis van de vereniging.

De vereniging is sedert maart 2024 niet langer erkend door de studentenkoepel van de KU Leuven en mag diens lokalen niet langer benutten tot 1 januari 2026. Dit besluit volgde op een vraaggesprek met Dries Van Langenhove over regeneratieve landbouw, waarbij bepaalde uitspraken naderhand volgens de universiteit aanzetten tot racisme. Hoewel zelf geen lid, was Van Langenhove in het universiteitsgebouw op uitnodiging van de NSV!. In Gent is NSV! lid van het Politiek & Filosofisch Konvent (PFK) en in Antwerpen wordt het erkend door de koepel Spectrum.

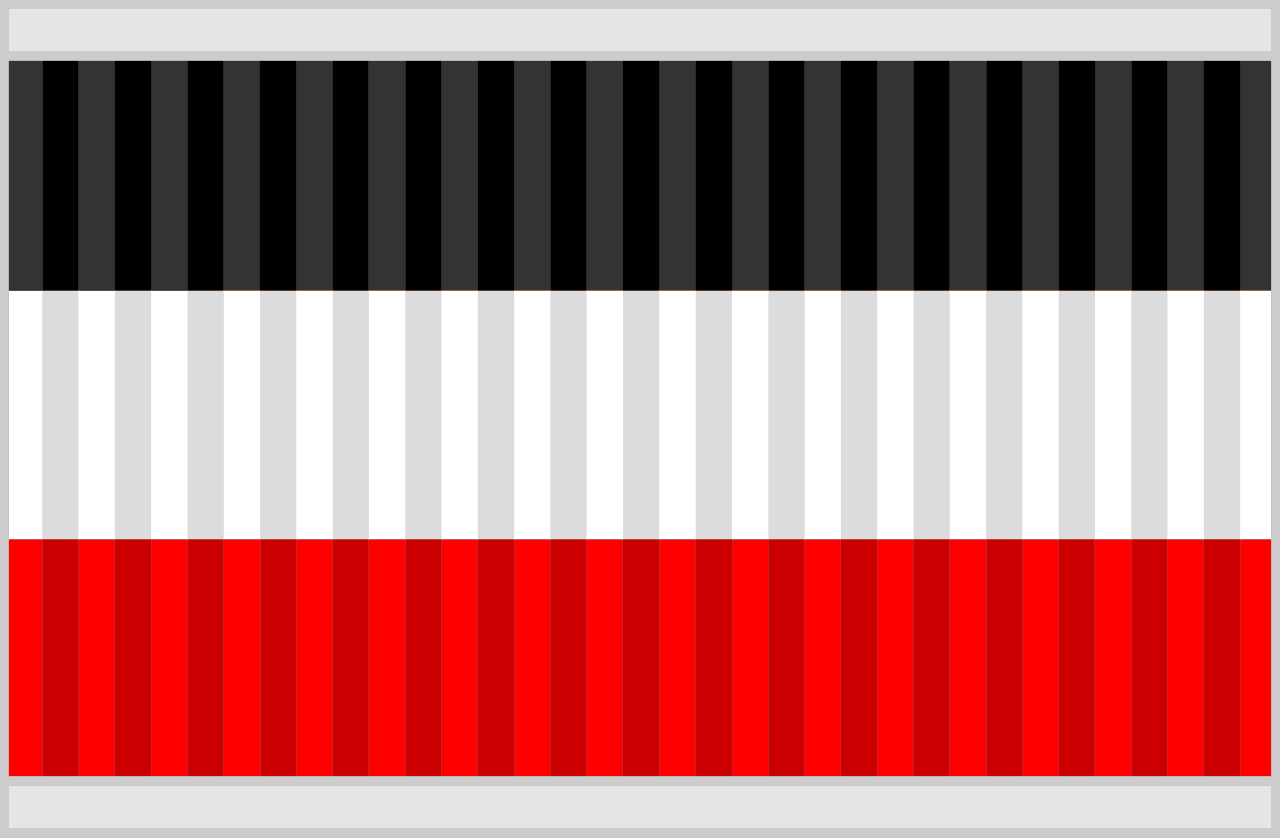
De kleuren van NSV!

## Werking
De NSV! baseert haar werking op drie pijlers: Vorming, Actie en Studentikoziteit. Vorming betekent de persoonlijke en intellectuele ontwikkeling door middel van discussieavonden, lezingen, debatten en de publicatie van eigen tijdschriften. Actie betekent het voeren van politieke acties met betrekking tot actuele onderwerpen, of bijvoorbeeld de organisatie van een jaarlijkse betoging. Studentikoziteit houdt in dat de NSV! buiten actie en vorming ook een gewone studentenclub is, hetgeen zich uit in cantussen, doopsels en ontgroeningen voor eerstejaarsleden (schachten), evenals het dragen van linten en petten. De vereniging stelt echter duidelijk dat ze deze studentikoziteit op een stijlvolle en traditionele manier beleeft, zonder het vernederen van de eerstejaars.
Iedere afdeling werkt in principe als eigen studentenclub, met wekelijkse clubavonden en een eigen praesidium (bestaande uit een praeses of senior, quaestor, ab-actis, major schachtorum of schachtenmeester/-temmer, censor, praetor, etc.). Er is echter een hoge mate van samenwerking tussen de verschillende afdelingen, wat zich uit in het dragen van dezelfde kleuren, ongeacht de stad, en veelvoudige bezoeken over en weer. De verschillende seniores komen samen in het Nationaal Praesidium, dat wordt geleid door de senior seniorum. Hiernaast zetelen ook een nationale quaestor, ab-actis en scriptor in dit Nationaal Praesidium. Deze hogere mate van nationale samenwerking contrasteert de NSV! ten opzichte van het KVHV, waar de verschillende afdelingen onafhankelijker van elkaar opereren en verschillende kleuren dragen. De NSV! heeft bovendien een gedeelde oud-ledenbond voor alle afdelingen: de Fratres Coniuncti, die ieder jaar de Dies Natalis organiseert.
De NSV! kent een politiek-ideologische beginselverklaring van waaruit haar werking wordt aangestuurd. De vereniging is niet confessioneel, hangt ideologisch het Vlaams-nationalisme en conservatisme aan en spreekt zich uit voor democratie en vrijheid van meningsuiting. Op sociaal-economisch vlak staat de NSV! voor een solidaristische maatschappijordening. De NSV! streeft naar verzoening tussen de verschillende maatschappelijke lagen en wijst de excessen en klassenstrijd die zowel marxisme als kapitalisme zouden kenmerken af. Ook ecologie schuift de NSV! als prioritaire morele opdracht naar voren.
In het verleden profileerde de NSV! zich scherp op ethische thema's zoals haar antiabortus, anti-euthanasie en antihomohuwelijk-standpunten en voerde de vereniging regelmatig actie voor algehele amnestie voor na de Tweede Wereldoorlog veroordeelde collaborateurs. Deze thema's zijn de laatste jaren echter minder op de voorgrond aanwezig.
De studentenvereniging geeft een nationaal ledenblad uit, Branding, dat voorheen Signaal en eerder nog Tegenstroom heette. Het doel van dit blad is op de eerste plaats het bijstaan van de politieke en intellectuele vorming van de leden en de oplage hiervan betreft enkele honderden exemplaren. De afdelingen brengen individueel ook Verbondsberichten uit, zoals Spijker (Leuven), De Heraut (Antwerpen), Kraaiepoot (Brussel) of Klokke Roeland (Gent). Deze worden gemaakt door de scriptores van de respectievelijke afdelingen. Branding wordt door de scriptor van NSV!-nationaal gemaakt.

## Actie
De vereniging is actief in de Vlaamse Beweging en neemt frequent deel aan Vlaams-nationalistische activiteiten, zoals de IJzerwake; ze viert 11 juli in Brussel, en neemt deel aan vele andere activiteiten rond het Vlaams-nationalisme.
Zelf voert de NSV! geregeld acties rond onder meer Vlaamse onafhankelijkheid, het koningshuis, migratie of studententhema's. Zo hebben de studenten Elio Di Rupo "getaart", protesteren ze regelmatig tegen bezoeken van de koninklijke familie en heeft de NSV! geprotesteerd voor de daadwerkelijke uitwijzing van uitgeprocedeerde asielzoekers.
Jaarlijks organiseert de NSV! een betoging in afwisselend de studentenbuurten van Leuven, Antwerpen en Gent. Vorige thema's waren onder meer "Generatie Remigratie" (2025, Gent), "Vlaamse staat, jeugd staat paraat!" (2024, Antwerpen), "Remigratie" (2019, Leuven), "Stop de genocide tegen de blanke boeren, Ons sal dit oorleef!" (2018, Gent), "Europa ontwaakt, het establishment kraakt!" (2017, Antwerpen), "Pro grenzen, pro natie - een toekomst voor onze generatie!" (2016, Leuven), "Voor een Europees leger, tegen de NAVO-oorlogsmachine" (2015, Gent), "Geen tronen blijven staan" (2014, Antwerpen), "Verzet tegen de EU-Sovjet" (2013, Leuven), "Geen Evolutie maar Revolutie" (2011, Gent) of "Jeugd eist Vlaamse Toekomst" (2010, Antwerpen). Deze betogingen lokken steeds tegenbetogingen vanuit linkse hoek uit. Ook was de NSV! een van de organiserende groepen achter de Mars tegen Marrakesh.
De vereniging voert soms acties samen met TAK, VVB, Voorpost, Geuzenbond, GNSV, KVHV en het NJSV.

## Overzicht afdelingen
| Afdeling             | Type club                                       | Studentenstad                   | Oprichtingsjaar | Oprichter           | Status              | Aansluiting     | Wapenschild |
| -------------------- | ----------------------------------------------- | ------------------------------- | --------------- | ------------------- | ------------------- | --------------- | ----------- |
| NSV! Antwerpen       | Weekclub                                        | Antwerpen                       | 1976            | Edwin Truyens       | Actief              | Spectrum        |             |
| NSV! Hasselt         | Weekclub                                        | Hasselt & Diepenbeek            | 1977            | Patrick Verbraeken  | Actief              | NOSO (tot 2001) |             |
| NSV! Gent            | Weekclub                                        | Gent                            | 1978            | Jan Van Malderen    | Actief              | PFK             |             |
| NSV! Mastentop       | Weekendclub voor studenten uit de Noorderkempen | N.V.T.                          | 1979            | Karel De Beuckelaer | Inactief sinds ?    | NKSG            |             |
| NSV! Artevelde       | Weekendclub voor studenten uit het Gentse       | N.V.T.                          | 1979            | ?                   | Inactief sinds ?    |                 |             |
| NSV! Leuven          | Weekclub                                        | Leuven                          | 1980            | Koen Cornelissen    | Actief              | LOKO (tot 2024) |             |
| NSV! Brussel         | Weekclub                                        | Brussel                         | 1981            | Karl Van Camp       | Actief              |                 |             |
| NSV! Westland        | Weekclub                                        | Kortrijk, Brugge & Roeselare    | 1982            | Werner Marginet     | Inactief sinds 2023 |                 |             |
| NSV! Mechelen        | Weekclub                                        | Mechelen & Sint-Katelijne-Waver | 1982            | Dirk Houben         | Inactief sinds 2019 |                 |             |
| NSV! Noord-Nederland | Weekclub                                        | Delft                           | 1982            | ?                   | Inactief sinds 1984 |                 |             |

## Clublied
Het clublied van de NSV! heet Hier komt het oud Sint-Jorisgild en is geschreven door Peter De Vos op muziek van Rudy Vanschoonbeek. Het staat in de Studentencodex.
1. Hier komt het oud Sint-Jorisgild,
De NSV! slaat toe.
Sint-Joris help ons strijden,
Help ons ons volk bevrijden,
Wij zijn de Fransen moe.
Refrein:
En daarom zingen wij:
Houzee! (Praeses: Houzee!)
Houzee! (Praeses: Houzee!)
Wij zijn de NSV!.
2. Hier komt het oude Bacchusgild,
De NSV! viert feest.
O Bacchus leer ons drinken,
Met volle potten klinken,
Ter ere van de Beest.
3. Hier komt 't beroemd studentengild,
Van de [afdeling] NSV!.
Gij die de dwingeland kwijt wilt,
De Franse opmars weg wilt,
Doe mee met de NSV!.

## Bekende leden
Bekende oud-leden zijn onder anderen Tom Van Grieken, Filip Dewinter, Bart De Valck, Frank Vanhecke, Bart Laeremans, Karim Van Overmeire, Jurgen Ceder, Marijke Dillen, Stefaan Sintobin, Jan Laeremans, Bruno Valkeniers, Philip Claeys, Koenraad Dillen, Frédéric Erens, Karl Van Camp, Kurt Ravyts, Nele Jansegers, Dominiek Lootens-Stael, Jan Penris, Werner Marginet, Wim Wienen, Dominiek Spinnewyn-Sneppe, Erland Pison, Soetkin Collier, Werner Somers, Bert Schoofs, Rob Verreycken, Klaas Slootmans, Ellen Samyn, Hans Verreyt, Kristien Verbelen, Barbara Bonte, Bart Claes, Freija Van den Driessche, Mercina Claesen.
Bekende ereleden (officieel commilito honoris causa) zijn Armand Preud'homme, Michiel Debackere en Francis Van den Eynde.

## Nationale voorzitters
In tegenstelling tot de praeses of senior van een afdeling, is de functie van landelijk voorzitter of senior seniorum bij NSV! vaak één van meerdere jaren. Sinds het instelling van het Nationaal Praesidium in 1977 is de lijst als volgt:
- Edwin Truyens (NSV! Antwerpen): 1977-1984
- Hans Carpels (NSV! Antwerpen): 1984-1986
- Karl Van Camp (NSV! Brussel): 1986-1987
- Jan Arnou (NSV! Gent): 1987-1992
- Marcel Gerritsen (NSV! Leuven): 1992-1993
- Jan-Bart Huybrechts (NSV! Antwerpen): 1994-1999
- Michael de Bronett (NSV! Gent): 1999-2001
- Hans Verreyt (NSV! Antwerpen): 2001-2004
- Jürgen Branckaert (NSV! Leuven & NSV! Brussel): 2004-2005
- Gert Gillis (NSV! Antwerpen): 2005-2008
- Arno D'hooghe (NSV! Gent): 2008-2009
- Tom Van Grieken (NSV! Antwerpen): 2009-2011
- Nils Van Roy (NSV! Hasselt): 2011-2013
- Karl Peeters (NSV! Brussel): 2013-2015
- Jeroen Bolckmans (NSV! Leuven): 2015-2016
- Dennis Bels (NSV! Leuven & NSV! Westland): 2016-2018
- Otto Van Malderen (NSV! Antwerpen): 2018-2020
- Gaëtan Claeys (NSV! Leuven): 2020-2024
- Tom Claeys (NSV! Leuven): 2024-heden

## Banden met andere organisaties
- Fratres Coniuncti: de officieel erkende oud-studentenbond voor alle NSV!-afdelingen.
- Nationalistisch JongStudentenVerbond (NJSV): een scholierenvereniging die bijna gelijke doelstellingen beoogt als de NSV! met als doelgroep scholieren vanaf 15 jaar oud.
- Katholiek Vlaams Hoogstudentenverbond (KVHV): een katholieke, Vlaamsgezinde en traditionele studentenvereniging. De NSV! is ontstaan als afscheuring van de Antwerpse afdeling van dit KVHV, maar banden tussen beide studentenverenigingen zijn tegenwoordig goed.
- Groot-Nederlandse Studentenvereniging (GNSV): een Nederlandse, nationalistische studentenvereniging naar Vlaams model, met afdelingen in Leiden, Nijmegen en Utrecht. De NSV! onderhoudt banden met de GNSV en vormt sinds 2025 een zogeheten 'Studentenkartel'.
- Deutsche Burschenschaft (DB): een Duitse koepel voor Burschenschaften uit 1881, die teruggaat op de Urburschenschaft in Jena uit 1815. Deze Duitse, kleurdragende verenigingen staan bekend om hun rechtse karakter. De NSV! onderhoudt banden met de DB.
- Voorpost: actiegroep voor meer eenheid en toenadering binnen de Nederlanden, die geregeld met de NSV! samenwerkt.
- Overlegcentrum van Vlaamse Verenigingen (OVV): een koepelorganisatie waar de NSV! lid van is.
- Vlaamse Volksbeweging (VVB): een partij-onafhankelijke Vlaamse middenveldorganisatie, die banden onderhoudt met verschillende Vlaamsgezinde organisaties uit het hele politieke spectrum, waaronder ook de NSV!.
- Vlaams & Neutraal Ziekenfonds (VNZ): een Vlaamsgezinde mutualiteit met 125.000 leden.
- Taal Aktie Komitee (TAK): een actiegroep die zich voornamelijk toespitst op Vlaamse onafhankelijkheid en het tegengaan van de verfransing van de Brusselse rand.
- Algemeen Nederlands Zangverbond (ANZ): een organisatie, die ieder jaar in het Sportpaleis in Antwerpen het Vlaams Nationaal Zangfeest organiseert. De NSV! is hier standaard aanwezig met een eigen standje.